# شاعر المليون
شاعر المليون هو برنامج تلفزيوني متخصص في مسابقة الشعر النبطي انطلق من إمارة أبوظبي في الإمارات بفكرة من الشيخ محمد بن زايد (ولي عهد أبوظبي آنذاك) برعاية هيئة أبوظبي للثقافة والتراث (هيئة أبوظبي للتراث حالياً). لقي البرنامج متابعة جماهيرية واسعة في العالم العربي في نسخته الأولى سنة 2006 وعرضت العديد من المحطات الفضائية حلقات البرنامج الاسبوعية، كما قامت بمتابعة وتغطية الحدث إخبارياً العديد المحطات العالمية والعربية.

## التحكيم ومقدمو البرنامج والجائزة
في 4 يوليو 2006 أُعلن في مؤتمر صحفي في أبوظبي عقد على مسرح شاطئ الراحة (المقر الرسمي للمشروع) عن انطلاق فعاليات وأنشطة «شاعر المليون» للشعر النبطي الذي ترعاه هيئة أبوظبي للثقافة والتراث تحت رعاية الشيخ سلطان بن طحنون آل نهيان رئيس هيئة أبوظبي للثقافة والتراث وبحضور عدد من وسائل الإعلام المحلية والعربية.
تقوم فكرة المسابقة على اختيار لجنة التحكيم 48 شاعراً في التصفية الأولى، ليتبقى منهم 24 شاعراً يصوت عليهم الجمهور بشكل أسبوعي إلى أن يتم اختيار ثلاثة شعراء منهم، يفوز الأول بلقب شاعر المليون ومبلغ 5 مليون درهم إماراتي مع طباعة لديوانه وتلحين لقصائده، وينال الفائز بالمركز الثاني جائزة نقدية بقيمة 4 مليون درهم، أما الثالث فيحظى بجائزة نقدية بقيمة 3 مليون درهم، ويحصل صاحب المركز الرابع على 2 مليون درهم، ويحصل الخامس على مليون درهم.
تشكلت لجنة التحكيم لبرنامج شاعر المليون في نسخته الأولى لسنة 2006 من خمسة أعضاء من عدة دول عربية من بينهم علي المسعودي وحمد السعيد حيث تولت لجنة التحكيم عملية تقيم الشعراء المتنافسين على جائزة البرنامج وهي مليون درهم إماراتي كما يدخل في تقيم الشعراء أيضاً التصويت الجماهيري لهم.
ويعتمد نظام التحكيم على النقد الآني للشعراء المقدمة على المسرح، وفي نهاية الحلقة يقومون بإعطاء درجة تقديرية لكل شاعر، تضاف على نتائج التصويت التي تعتمد على تصويت جمهور المسرح أو الرسائل النصية SMS بمعدل يتراوح بين 10-70% من الدرجة النهائية بحسب المرحلة.
انطلق الموسم الأول للبرنامج بجولة للجنة التحكيم الخاصة به في البحرين والمملكة العربية السعودية إضافة إلى أبوظبي وأعدها وقدمها الشاعر والإعلامي محمد الهاشمي وعارف عمر، واستمر الموسم الأول لتسع عشرة حلقة مباشرة من مسرح شاطئ الراحة بأبوظبي قدمها محمد الهاشمي وروضة بنت حافظ من على المسرح وناصر الجهوري مذيعاً مساعداً خلف الكواليس. في الموسم الثاني قام البرنامج باستبدال جميع مقدميه ولأسباب غامضة وغير معروفة فظهر في الموسم الثاني حسين العامري الذي ظهر قبل ذلك في أحد برامج الواقع التفاعلي كراغب في الزواج، إضافة إلى اليمنية مذيعة «روتانا خليجية» دارين خليفة والشاعر الإماراتي هادي المنصوري الذي كان قد شارك في النسخة الأولى شاعراً وفي عام 2009 م انطلق الموسم الثالث الذي شهد مشاركة بعض البلدان لأول مرة كمصر وسوريا وارتفعت أيضا قيمة الجائزة من مليون إلى 5ملايين للمركز الأول والثاني 4ملاييين والثالث 3ملايين والرابع2مليون والخامس 1مليون وشهد الموسم الثالث في النهائي حدث يحدث للمرة الأولى حيث كانوا شعراء النهائي كلهم سعوديين.
أما في النسخة الرابعة، فقد تم تغيير اللجنة إلى (حمد السعيد، سلطان العميمي، د.غسان الحسن) وجعل (بدر صفوق، تركي المريخي) مستشارين للجنة، وقد قام حسين العامري رفقة الإعلامية حصة الفلاسي وهي تظهر لأول مرة بتقديم البرنامج في هذه النسخة. توقف البرنامج لعام واحد بعد هذه النسخة، وقد بدأت جولات لجنة التحكيم للنسخة الخامسة في سبتمبر 2011. شهد الموسم الرابع وجود امرأة واحدة من بين خمسة متسابقين في التصفيات النهائية وهي حصة هلال من المملكة العربية السعودية وأم لاربعة أطفال، إذ قرأت شعرًا مثيرًا للجدل انتقدت فيه رجال الدين المسلمين المحافظين الذين تقول إنهم يميزون بشكل غير عادل بين الرجال والنساء وينشرون التطرف ويطلقون على الإسلام سمعة سيئة بالرغم من أنها كانت ترتدي نقابا كاملا لا يظهر منه سوى عيناها.
جائزة هذا البرنامج بدأت بمليون درهم إماراتي إضافة إلى بيرق من القماش الأغلى في العالم يحوي شعار البرنامج، يحتفظ به الفائز لعام كامل، ويحق له الدفاع عن لقبه في العام الذي يليه. وبدءاً من الموسم الثاني رفعت الجائزة إلى 5 ملايين درهم. تشرف على المسابقة ككل هيئة أبوظبي للثقافة والتراث، وتنفذه وتنتجه شركة بيراميديا التي ترأسها الإعلامية المصرية نشوة الرويني الرئيس التنفيذي للشركة.

## شروط الترشح
يجب توفر خمسة شروط أساسية للترشح للبرنامج، متمثلة في:
1. ألا تقل أعمار المترشحين عن 18 سنة ولا تتجاوز 45 سنة
2. وأن يتم إرسال قصيدة نبطية موزونة ومقفاة لا تتعدى 20 بيتاً، ولا تقل عن 10 أبيات.
3. أن تكون القصيدة مطبوعة حيث لا تُقبل القصائد المكتوبة بخط اليد،
4. كما يتوجب على المترشح إرسال صورة شخصية عالية الجودة،
5. إلى جانب صورة عن جواز سفر ساري المفعول لمدة 12 شهراً على الأقل.

## الفائزون في البرنامج
| الموسم الأول 2006 / 2007 | الموسم الأول 2006 / 2007 | الموسم الأول 2006 / 2007 |  | الموسم الثاني 2007 / 2008 | الموسم الثاني 2007 / 2008 | الموسم الثاني 2007 / 2008 |
| المركز                   | الاسم                    | البلد                    |  | المركز                    | الاسم                     | البلد                     |
| الأول                    | محمد بن فطيس المري       | قطر                      |  | الأول                     | خليل الشبرمي              | قطر                       |
| الثاني                   | تركي عطا الله الميزاني   | السعودية                 |  | الثاني                    | محمد الكعبي               | الإمارات                  |
| الثالث                   | عبد الرحمن عادل الشمري   | السعودية                 |  | الثالث                    | عامر بن عمر               | اليمن                     |
| الرابع                   | محمد مريبد العازمي       | السعودية                 |  | الرابع                    | عيضه السفياني             | السعودية                  |
| الخامس                   | يوسف العصيمي             | السعودية                 |  | الخامس                    | ناصر الفراعنة             | السعودية                  |

| الموسم الثالث 2008 / 2009 | الموسم الثالث 2008 / 2009 | الموسم الثالث 2008 / 2009 |  | الموسم الرابع 2009 / 2010 | الموسم الرابع 2009 / 2010 | الموسم الرابع 2009 / 2010 |
| المركز                    | الاسم                     | البلد                     |  | المركز                    | الاسم                     | البلد                     |
| الأول                     | زياد بن حجاب بن نحيت      | السعودية                  |  | الأول                     | ناصر الثويني العجمي       | الكويت                    |
| الثاني                    | عايض بن عبهول الظفيري     | السعودية                  |  | الثاني                    | فلاح المورقي العتيبي      | الكويت                    |
| الثالث                    | محمد آل فارس التميمي      | السعودية                  |  | الثالث                    | حصة هلال (ريمية)          | السعودية                  |
| الرابع                    | عيدة الجهني               | السعودية                  |  | الرابع                    | سلطان الاسيمر المطيري     | الكويت                    |
| الخامس                    | فهد الشهراني              | السعودية                  |  | الخامس                    | جزاء البقمي               | السعودية                  |

| الموسم الخامس 2011 / 2012 | الموسم الخامس 2011 / 2012 | الموسم الخامس 2011 / 2012 |  | الموسم السادس 2013 / 2014 | الموسم السادس 2013 / 2014 | الموسم السادس 2013 / 2014 |
| المركز                    | الاسم                     | البلد                     |  | المركز                    | الاسم                     | البلد                     |
| الأول                     | راشد أحمد الرميثي         | الإمارات                  |  | الأول                     | سيف سالم المنصوري         | الإمارات                  |
| الثاني                    | أحمد بن هياي المنصوري     | الإمارات                  |  | الثاني                    | كامل ناصر البطحري         | سلطنة عمان                |
| الثالث                    | سيف بن مهنا السهلي        | السعودية                  |  | الثالث                    | مستور الذويبي             | السعودية                  |
| الرابع                    | علي البوعينين التميمي     | السعودية                  |  | الرابع                    | محمد العرجاني             | البحرين                   |
| الخامس                    | عبد الله بن مرهب البقمي   | السعودية                  |  | الخامس                    | علي القحطاني              | الإمارات                  |

| الموسم السابع 2015 / 2016 | الموسم السابع 2015 / 2016 | الموسم السابع 2015 / 2016 |  | الموسم الثامن 2016 / 2017 | الموسم الثامن 2016 / 2017 | الموسم الثامن 2016 / 2017 |
| المركز                    | الاسم                     | البلد                     |  | المركز                    | الاسم                     | البلد                     |
| الأول                     | راجح نواف الحميداني       | الكويت                    |  | الأول                     | نجم الاسلمي               | السعودية                  |
| الثاني                    | سعد بتال السبيعي          | الكويت                    |  | الثاني                    | متعب دهام النصار الشراري  | السعودية                  |
| الثالث                    | محمد السكران التميمي      | السعودية                  |  | الثالث                    | فواز الزناتي العنزي       | السعودية                  |
| الرابع                    | عبد المجيد ربيع الذيابي   | السعودية                  |  | الرابع                    | بتول آل علي               | الإمارات                  |
| الخامس                    | خزام السهلي               | السعودية                  |  | الخامس                    | صالح الهقيش الصخري        | الأردن                    |

| الموسم التاسع 2019 / 2020 | الموسم التاسع 2019 / 2020 | الموسم التاسع 2019 / 2020 |  | الموسم العاشر 2020 / 2021 | الموسم العاشر 2020 / 2021 | الموسم العاشر 2020 / 2021 |
| المركز                    | الاسم                     | البلد                     |  | المركز                    | الاسم                     | البلد                     |
| الأول                     | مبارك بالعود العامري      | الإمارات                  |  | الأول                     | مساعد بن طعساس الحارثي    | الإمارات                  |
| الثاني                    | مطرب بن دحيم العتيبي      | السعودية                  |  | الثاني                    | فهد البدري                | العراق                    |
| الثالث                    | محمد الحمادي العتيبي      | السعودية                  |  | الثالث                    | علي حامد العازمي          | الكويت                    |
| الرابع                    | محمد البندر المطيري       | السعودية                  |  | الرابع                    | عبد العزيز بن سدحان       | السعودية                  |
| الخامس                    | عبد المجيد الغيداني       | السعودية                  |  | الخامس                    | ضيف الله السميري          | السعودية                  |

| الموسم الحادي عشر 2023 / 2024 |                           |          |  |        |       |       |
| المركز                        | الاسم                     | البلد    |  | المركز | الاسم | البلد |
| الأول                         | محمد آل مداوي الوادعي     | السعودية |  | الأول  |       |       |
| الثاني                        | عامر محمد بن مبشر العتيبي | السعودية |  | الثاني |       |       |
| الثالث                        | مبارك بن مدغم الأكلبي     | السعودية |  | الثالث |       |       |
| الرابع                        | عبد الله حنيف اليامي      | السعودية |  | الرابع |       |       |
| الخامس                        | صلاح ضاحي الحربي          | السعودية |  | الخامس |       |       |